# Palpimanus punctatus
Palpimanus punctatus är en spindelart som beskrevs av Kritscher 1996. Palpimanus punctatus ingår i släktet Palpimanus och familjen Palpimanidae.
Artens utbredningsområde är Malta. Inga underarter finns listade i Catalogue of Life.